# Philippe Nicaud
Philippe Nicaud (Courbevoie, 27 juni 1926 - Nice, 19 april 2009) was een Frans acteur en zanger.
Theater- en filmacteur Philippe Nicaud speelde voor TV de hoofdrol in L'Inspecteur Leclerc enquête, waardoor hij nog populairder werd. Voordien was hij al de medespeler geweest van Jeanne Moreau in Dos au mur, van Brigitte Bardot in Voulez-vous danser avec moi ? (1959) en van Dalida in L'Inconnue de Hong Kong (1963) . Nicaud schreef het liedje Allô ! Monsieur là-haut voor France Gall (1968). Zijn echtgenote, de actrice Christine Carrère, speelde mee in een aantal Hollywood-films (Un certain sourire van
Jean Negulesco, 1958).

## Filmografie
- 1948 : Aux yeux du souvenir : student Simon
- 1948 : Les amoureux sont seuls au monde : Jules Picart, broer van Monelle
- 1949 : Miquette et sa mère : Robert de Flers
- 1950 : Meurtres ? : José Annequin, de zoon van Hervé
- 1954 : Le Printemps, l'automne et l'amour : Jean Balestra, de pianist
- 1956 : Ce soir les jupons volent : Bernard
- 1956 : Printemps à Paris : Pierre, de Parijzenaar
- 1957 : Les trois font la paire : Jojo, Teddy and Partner
- 1957 : Mademoiselle et son gang
- 1957 : Mademoiselle Strip-tease : Jacques Bersan, jonge student uit Parijs
- 1958 : Le Dos au mur : Yves Normand, jeune acteur, minnaar van Gloria
- 1958 : En légitime défense : Pierre Lambert, gen. "Pierrot"
- 1959 : Voulez-vous danser avec moi? : Daniel, dansleraar
- 1960 : Le Gigolo : Édouard
- 1962 : L'inspecteur Leclerc enquête (TV) : inspecteur Leclerc
- 1962 : Les Veinards : Philippe, secretaris van Mw. Duchemin (sketch Le yacht)
- 1962 : Que personne ne sorte : Wens
- 1963 : L'Inconnue de Hong Kong : inspecteur (Philippe)
- 1963 : Pouic-Pouic : Simon Guilbaud
- 1967 : Max le débonnaire (TV) (episode "De quoi je me mêle")
- 1971 : Schulmeister, espion de l'empereur de Jean-Pierre Decourt(TV) : generaal Lahorie
- 1973 : L'Île mystérieuse (TV) : Gédéon Spilett
- 1980 : Le Chaînon manquant (stem)
- 1981 : Chanel Solitaire
- 1981 : Tais-toi quand tu parles : Jeff
- 1981 : Signé Furax : buschauffeur
- 1981 : Le Chêne d'Allouville : Charles Crétois
- 1982 : Plus beau que moi, tu meurs : burggraaf
- 1982 : Le Corbillard de Jules : luitenant
- 1982 : Mon curé chez les nudistes : Léon
- 1984 : Sa majesté le flic (TV) : Nesmaz
- 1986 : Johann Strauss : de koning zonder kroon
- 1988 : La Garçonne (TV) : Nadal
- 1995 : Une femme dans les bras, un cadavre sur le dos (TV) : inspecteur Ducros
- 1996 : Nord pour mémoire, avant de le perdre

## Scenario's
- 1985 - La Cage aux folles 3 - 'Elles' se marient

## Theater
- 1949 : Nina
- 1954 : La Roulotte
- 1956 : Fabien
- 1957 : La Prétentaine
- 1959 : La Collection Dressen
- 1965 : Au revoir Charlie
- 1968 : L'Amour propre
- 1969 : Trois Hommes sur un cheval
- 1976 : Acapulco Madame
- 1984 : Banco !

## Discografie

### Albums
- Erotico Nicaud
- 7+1 péchés capitaux
- Chansons cu...rieuses (tekst Bernard Dimey, muziek Charles Aznavour)

### Singles
- 1965 : Le Jour de la tortue (met Annie Girardot)
- 1969 : J'aime ou j'emm…
- 1969 : Brève rencontre, La Séparation
- 1971 : C'ex
- 1970 : Cuisses nues, bottes de cuir